# من عاشقی کرده‌ام
من عاشقی کرده‌ام (به بنگالی: Besh Korechi Prem Korechi) فیلمی هندی محصول سال ۲۰۱۵ و به کارگردانی راجا چاندا است. در این فیلم بازیگرانی همچون جیت، کوئل مالیک، پانت ایثار، اشیش ویدیارتی و کوئنا میترا ایفای نقش کرده‌اند.